# علي سبايسي (فلم)
 علي سبايسي هو فيلم مصري من إنتاج عام 2005، ومن تأليف بلال فضل، وإخراج محمد النجار.

## قصة الفيلم
تدور أحداث الفيلم في إطار كوميدي - غنائي حيث شاب صعيدي يريد والده أن يجعله طبيبًا لكنه يحب الغناء ومن وجهة نظر سبايسي أن العلاج بالفن أمر واقعي وليس مجرد حلم، يحاول بمساعدة خاله وأصدقائه أن يغنى للمرضى وللجمهور متخفياً في البداية، وبديلاً لمطرب آخر مشهور لكنه أقل موهبة، حتى ينجح ولا يجد والده مفر من الاعتراف بأهمية الموسيقى وفي الطريق نحو الشهرة يقابل مطربة معروفة تساعده وتغنى معه بعدما يعرفه الجمهور من خلال فرقة سبايسي، الفيلم ملئ بأغاني جديدة يقدمها حكيم في أولى بطولاته السينمائية.

## الممثلون
- حكيم
- سمية الخشاب
- صلاح عبد الله
- سعاد نصر
- انتصار
- خالد محمود
- عبد الله مشرف
- أحمد صيام
- رشا زهران
- نعيم عيسى
- شمس
- إيناس النجار (ضيف شرف)
- جمال إسماعيل (ضيف شرف)
- لطفي لبيب (ضيف شرف)
- نبيل الهجرسي (ضيف شرف)
- محمود القلعاوي (ضيف شرف)
- إحسان القلعاوي (ضيف شرف)
- محمود أبو زيد (ضيف شرف)
- يوسف عيد (ضيف شرف)
- سيد مصطفى
- وحيد سيف (ضيف شرف)
- بدرية طلبة (ضيف شرف)
- سامح يسري (ضيف شرف)
- مستورة

## وصلات خارجية
- مقالات تستعمل روابط فنية بلا صلة مع ويكي بيانات